# Liste der Naturschutzgebiete im Landkreis Cham
Im Landkreis Cham gibt es zehn Naturschutzgebiete. Zusammen nehmen sie eine Fläche von 1978 Hektar ein. Das größte Naturschutzgebiet im Kreis ist das 2010 eingerichtete Naturschutzgebiet Regentalaue zwischen Cham und Pösing.
| Name                                               | Bild | Kennung                      | Einzelheiten                                                                                              | Position | Fläche Hektar | Datum |
| -------------------------------------------------- | ---- | ---------------------------- | --- | -------- | ------------- | ----- |
| Hölle                                              |      | NSG-00048.01 WDPA: 81919     | Rettenbach, Brennberg Typischer Bach des Falkensteiner Vorwaldes. LK Cham 16,45 ha, LK Regensburg 2,25 ha | ⊙        | 18,70         | 1976  |
| Kleiner Arbersee                                   |      | NSG-00546.01 WDPA: 164117    | Lohberg Künstlicher Aufstau eines kleinen natürlichen Sees zum Zwecke der Holztrift.                      | ⊙        | 410,59        | 1998  |
| Moorgebiet bei Arrach                              |      | NSG-00504.01 WDPA: 164674    | Arrach Moorgebiet mit verschiedenen Moorentwicklungsstadien.                                              | ⊙        | 12,75         | 1995  |
| Neubäuer Weiher                                    |      | NSG-00429.01 WDPA: 164784    | Neubäu Flachwasserzonen sowie die angrenzende Waldfläche.                                                 | ⊙        | 34,33         | 1992  |
| Pfahl-Ruine Schwärzenberg                          |      | NSG-00033.01 WDPA: 82321     | Roding Deutlich zu Tage tretendes Pfahlquarz und Burgruine.                                               | ⊙        | 0,93          | 1941  |
| Ponnholzbachtal                                    |      | NSG-00392.01 WDPA: 165020    | Arnschwang Bedeutung für gefährdete, störungsempfindliche Vogelarten.                                     | ⊙        | 30,18         | 1991  |
| Regentalaue zwischen Cham und Pösing               |      | NSG-00746.01 WDPA: 555514017 | Cham, Pemfling, Pösing, Roding Flusstal und Auengebiet des Regen zwischen Cham und Pösing.                | ⊙        | 1.427,15      | 2010  |
| Regentalhänge zwischen Kirchenrohrbach und Zenzing |      | NSG-00497.01 WDPA: 165121    | Walderbach, Roding Naturnahe Flusslandschaft sowie die historische Nutzung der Hänge als Niederwald.      | ⊙        | 22,46         | 1995  |
| Schloßberg von Sattelpeilnstein                    |      | NSG-00049.01 WDPA: 14480     | Traitsching Beobachtungsobjekt für natürliche Wiederbewaldungsprozesse.                                   | ⊙        | 6,80          | 1950  |
| Schloßpark Falkenstein                             |      | NSG-00139.01 WDPA: 319077    | Falkenstein Bewaldeter Granitkegel mit erhaltener Burganlage.                                             | ⊙        | 13,73         | 1981  |
| Legende für Naturschutzgebiet                      |      |                              | |          |               |       |